# Оушан Бриз Парк (Флорида)
Оушан Бриз Парк (енгл. Ocean Breeze Park) град је у америчкој савезној држави Флорида. По попису становништва из 2010. у њему је живело 355 становника.

## Демографија
Према попису становништва из 2010. у граду је живело 355 становника, што је 108 (23,3%) становника мање него 2000. године.
| Група             | 2000.       | 2010.       |
| Белци             | 453 (97,8%) | 346 (97,5%) |
| Афроамериканци    | 5 (1,1%)    | 1 (0,3%)    |
| Азијати           | 0 (0,0%)    | 0 (0,0%)    |
| Хиспаноамериканци | 5 (1,1%)    | 5 (1,4%)    |
| Укупно            | 463         | 355         |